# Joe Alves
Joseph Manuel Alves, detto Joe (San Leandro, 21 maggio 1936), è uno scenografo e regista statunitense.

## Biografia
È figlio di immigrati portoghesi. Su progetto di Robert A. Mattey, esperto di effetti speciali meccanici, Alves, in quanto scenografo, supervisiona la realizzazione degli animatroni utilizzati nel film Lo squalo e Lo squalo 2 (di cui è anche regista della seconda unità). Nel 1983 dirige Lo squalo 3.
Nel 1979 riceve il BAFTA alla miglior scenografia per il suo lavoro nel film Incontri ravvicinati del terzo tipo.

## Filmografia

### Scenografo
- Change of Habit, regia di William A. Graham (1969)
- Sugarland Express (The Sugarland Express), regia di Steven Spielberg (1973)
- Lo squalo (Jaws), regia di Steven Spielberg (1975)
- Incontri ravvicinati del terzo tipo (Close Encounters of the Third Kind), regia di Steven Spielberg (1977)
- Lo squalo 2 (Jaws 2), regia di Jeannot Szwarc (1978)
- 1997: Fuga da New York (Escape from New York), regia di John Carpenter (1981)
- Un amore, una vita (Everybody's All-American), regia di Taylor Hackford (1988)
- Freejack - In fuga nel futuro (Freejack), regia di Geoff Murphy (1992)
- Geronimo (Geronimo: An American Legend), regia di Walter Hill (1993)
- Omicidio nel vuoto (Drop Zone), regia di John Badham (1994)
- Shadow Program - Programma segreto (Shadow Conspiracy), regia di George Pan Cosmatos (1997)
- Fire Down Below - L'inferno sepolto (Fire Down Below), regia di Félix Enríquez Alcalá (1997)
- Sinbad - Un'avventura di spada e magia (Sinbad: Beyond the Veil of Mists), regia di Alan Jacobs ed Evan Ricks (2000)

### Regista
- Lo squalo 3 (Jaws 3-D) (1983)

#### Seconda unità
- Lo squalo 2 (Jaws 2), regia di Jeannot Szwarc (1978)
- Starman, regia di John Carpenter (1984)